# طوق مؤخرة

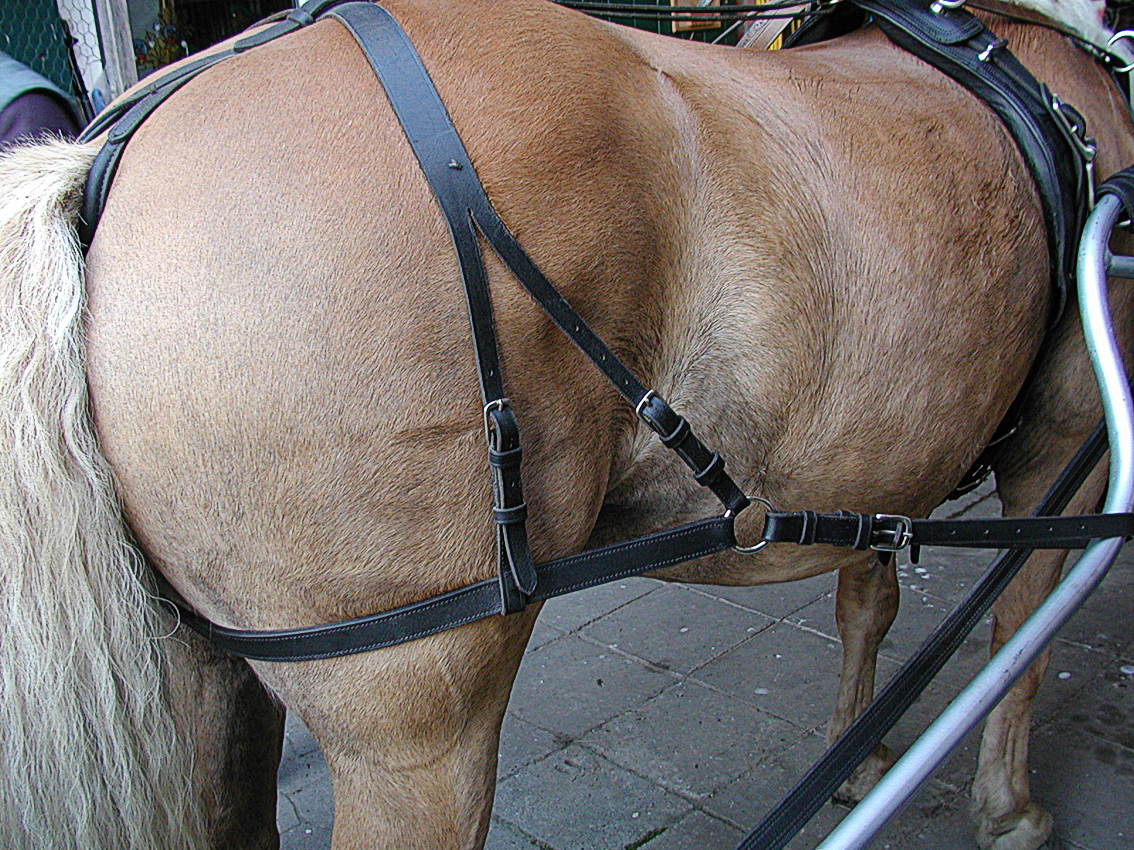
طوق المؤخرة

طوق المؤخرة هو الجزء من طقم الخيل أو عدتها الذي يطوق مؤخرة الفرس.